# Área metropolitana de Fargo
El área metropolitana de Fargo-Moorhead o Área Estadística Metropolitana de Fargo, ND-MN MSA, como la denomina oficialmente la Oficina de Administración y Presupuesto, es un Área Estadística Metropolitana que abarca parte de los estados estadounidenses de Dakota del Norte y Minnesota. Tiene una población de 208.777 habitantes según el Censo de 2010, convirtiéndola en la 204.º área metropolitana más poblada de los Estados Unidos.

## Composición
Los 2 condados que componen el área metropolitana y su población según los resultados del censo 2010:
- Cass (Dakota del Norte) – 149.778 habitantes
- Clay (Minnesota) – 58.999 habitantes

## Principales comunidades del área metropolitana
Ciudades principales o núcleo
- Fargo (Dakota del Norte)
- Moorhead (Minnesota)
- West Fargo (Dakota del Norte)
- Dilworth (Minnesota)

Suburbios y comunidades parte de la aglomeración urbana
- Briarwood (Dakota del Norte)
- Frontier (Dakota del Norte)
- Horace (Dakota del Norte)
- North River (Dakota del Norte)
- Prairie Rose (Dakota del Norte)
- Reile's Acres (Dakota del Norte)

Otras comunidades o ciudades dormitorio del área
- Casselton (Dakota del Norte)
- Barnesville (Minnesota)
- Glyndon (Minnesota)
- Hawley (Minnesota)
- Sabin (Minnesota)
- Harwood (Dakota del Norte)
- Kindred (Dakota del Norte)
- Mapleton (Dakota del Norte)
- Oxbow (Dakota del Norte)
- Davenport (Dakota del Norte)